# Poul Groes
Poul Daylesford Groes Petersen(2. juni 1883 i  Taarbæk - 20. november 1968) var en dansk overretssagfører og tennisspiller; medlem af B.93. Han var klubbens formand 1915-1921 og den første tennisspiller, der indtog formandsposten. 
Groes blev 1901 student fra Østersøgades Latinskole- og Realskole, tog 1907 cand.jur.-eksamen ved Københavns Universitet. Derefter 1908 ansat som ministersekretær og året efter som assistent i Finansministeriet (1909-1916).
Han var fra 1908 fuldmægtig hos flere sagførere, inden han 1917 blev overretssagfører med egen praksis i København. Han var medlem af Hørsholm Sogneråd 1925-29 og 1933-43.
Han havde sideløbende flere bestyrelsesposter: Formand for Grundejerforeningen i Hørsholm Sogn, A/S M. H. Krause, Træ- og Finerhandel og A/S Rungsted Havn og bestyrelsesmedlem i Foreningen af 30. Juni 1865 til Udstyr for trængende Konfirmander, A/S Carl Stenders Kunstforlag, A/S P. Ipsens Enkes Terrakottafabrik, A/S Corn Product Co., Østifternes Brandforsikring, De Spannjerske Legater, A/S Hertz Frøkompagni, A/S Rungsted Bio og for forskellige ejendomsselskaber.
Groes vandt i perioden 1909-1912 tre danske mesterskaber i herredouble med Axel Thayssen.
Han deltager for første og eneste gang i karrieren i Wimbledon i 1910, i single blev han slået ud i anden runde af George Thomas fra England og i herredouble blev han og Leif Rovsing slået und i første runde af Athar-Ali Fyzee og Ali Hassan Fyzee fra Indien.